# Памятник в честь сражения при Прейсиш-Эйлау
Памятник в честь сражения при Прейсиш-Эйлау 1807 года (Памятник трём генералам, Памятник-обелиск Славы русского оружия) — прусский неоготический памятник середины XIX века, посвящённый прусским и русским войскам, участвовавшим в успешном сражении с наполеоновскими войсками при Прейсиш-Эйлау в Восточной Пруссии 7—8 февраля (26—27 января) 1807 года в ходе войны четвёртой антифранцузской коалиции. Установлен вблизи поля битвы — на окраине г. Прейсиш-Эйлау в Восточной Пруссии (ныне — город Багратионовск Калининградской области). Объект культурного наследия федерального значения.

## История
Создан в 1850-х годах прусским архитектором Фридрихом Августом Штюлером по инициативе короля Пруссии Фридриха Вильгельма IV. 
В 1907 году в связи со 100-летней годовщиной сражения при Прейсиш-Эйлау с левой и с правой стороны от обелиска были установлены артиллерийские орудия, отлитые в 1874 году, с лафетами 1879 года.
Памятник благополучно пережил Вторую мировую войну и постановлением Совета Министров РСФСР от 30 августа 1960 года № 1327 «О дальнейшем улучшении дела охраны памятников культуры в РСФСР» был признан историческим памятником, подлежащим охране как памятник государственного значения. В перечне памятников такого рода он значился как «Памятник-обелиск Славы русского оружия». 

## Описание
Памятник представляет собой башенный четырёхгранный обелиск, высотой 10,66 метров, выполненный из зеебергского песчаника и установленный на трёхступенчатом постаменте. Ближе к основанию в декоративных нишах расположены барельефы трёх генералов: Лестока, Дирике и Беннигсена. На среднем уровне в стрельчатых полупроёмах установлены скульптуры ангелов-хранителей. Доминанты памятника — ажурная вязь, каменное кружево верхней конструкции и декоративные фронтоны над скульптурами ангелов. Фигурные шпили венчают восемь башенок, украшенных крестоцветами.
На лицевой стороне обелиска можно прочесть оригинальное прусское название памятника — «8 февраля 1807. Славной памяти Лестока, Дирике и их братьев по оружию» (нем. Dem glorreichen Andenken L'Estocqs, Dierikes und Ihrer Waffenbruder).
У подножия обелиска советскими властями была установлена мраморная мемориальная плита с текстом следующего содержания: «Памятник в честь битвы при Прейсиш-Эйлау, состоявшейся 7—8 февраля 1807 г. Мужество и героизм русских солдат в этой битве остановили продвижение войск Наполеона к границам России. Состоит на государственном учёте и охраняется законом».

### Три генерала
Из-за того что на обелиске изображены барельефы трёх генералов, сам памятник часто называют «Памятником трём генералам».
Генералы, увековеченные на обелиске:
 Леонтий Леонтьевич Беннигсен (1745—1826) — генерал от кавалерии на русской службе, главнокомандующий российскими и прусскими войсками в сражении при Прейсиш-Эйлау.
 Антон Вильгельм фон Лесток (1738—1815) — прусский генерал-лейтенант кавалерии, командующий прусским корпусом в сражении при Прейсиш-Эйлау.
 Кристоф Фридрих Отто фон Дирике (1743—1819) — прусский генерал-майор, командующий отрядом (из пяти батальонов и двух с половиной батарей) прусского корпуса в сражении при Прейсиш-Эйлау.
|  |                           |  |                          |  |                             |  |  |
|  | Барельеф генерала Лестока |  | Барельеф генерала Дирике |  | Барельеф генерала Бенигсена |  |  |